# Genah Fabian
Genah Fabian (Auckland, 5 de septiembre de 1990) es una artista marcial mixta y kickboxer neozelandesa.

## Primeros años
Nacida en Auckland, a los 19 años se mudó a Sídney (Australia). Es de origen samoano-alemana por parte de madre y maorí por su padre. La familia de su madre es de la isla de Upolu.
En su juventud, Fabian cosechó tempranos éxitos en la pista de atletismo, clasificándose para los Juegos Olímpicos juveniles, además de convertirse en una remadora de competición cuando vivía en Australia. A los 19 años, se trasladó a Sídney y estuvo trabajando en la organización de medios News Limited, después de haber terminado en un puesto de ventas y marketing en Fairfax en Nueva Zelanda.

## Carrera de artes marciales mixtas
Tras cosechar una victoria en la escena regional australiana en 2015, Fabian regresó a las MMA para la temporada 2019 de la Liga de Luchadores Profesionales. En su primer combate, se enfrentó a Bobbi Jo Dalziel en la PFL 1 el 9 de mayo de 2019. Perdió el combate por decisión unánime.
Fabian se enfrentó a Moriel Charneski el 11 de julio de 2019 en la PFL 4. Ganó el combate en el primer asalto dejando caer a Moriel y acabando con ella en el suelo.
Fabian estaba programada para enfrentarse a la estadounidense Kayla Harrison en PFL 7 el 11 de octubre de 2019, pero Fabian se vio obligada a retirarse del combate debido a una enfermedad y problemas con su corte de peso.
Fabian hizo su regreso contra Laura Sánchez en la PFL 3 el 6 de mayo de 2021. Ganó el combate por decisión unánime.
Fabian se enfrentó a Julija Pajić el 25 de junio de 2021, en la PFL 6. Ganó el combate en el segundo asalto tras derribar a Pajić con una patada en la cabeza y luego acabar con ella a puñetazos.
Fabian se enfrentó a Kayla Harrison en las semifinales del torneo de peso ligero femenino el 19 de agosto de 2021, en la PFL 8. Perdió el combate por nocaut técnico en el primer asalto.
Fabian se enfrentó a Julia Budd el 6 de mayo de 2022 en la PFL 3. En el pesaje, Fabian no dio la talla para el combate, pesando oficialmente 160,8 libras, 4,8 por encima del límite de peso ligero para peleas sin título. Se le impuso una multa del 20% de su bolsa y no fue elegible para ganar puntos de desempate. Se le concedió una derrota sin derecho a voto y se le penalizó con un punto en la clasificación de la PFL. A pesar de ello, Fabian ganó el combate en las tarjetas de puntuación de los tres jueces, mejorando su récord profesional a 5-2, a pesar de perder oficialmente el combate bajo la estructura de la PFL.
Fabian se enfrentó a la brasileña Larissa Pacheco el 1 de julio de 2022 en la PFL 6. Perdió el combate por nocaut técnico en el primer asalto.

## Combates de boxeo profesional
En marzo de 2021, Fabian debutó en el boxeo profesional contra Ariane Nicholson. Debido a un cabezazo accidental, Nicholson recibió un corte grave que obligó al árbitro a detener el combate, que terminó sin combate.

## Vida personal
En 2011, Fabian sufrió un grave accidente de coche que la dejó confinada en casa durante unos tres meses en Sídney. Después de deprimirse por no poder salir de casa, un amigo le habló de ir a un campo de entrenamiento de muay thai en Tailandia. Allí se enamoró de este deporte y se trasladó a Tailandia. El mayor logro deportivo de Fabian hasta la fecha es haber ganado el título de peso medio de la WMC.
Es prima del entrenador jefe de City Kickboxing, Eugene Bareman.

## Récord en artes marciales mixtas
| Resultado | Récord | Oponente         | Método                      | Evento                    | Fecha                    | Ronda | Tiempo | Localización  |
| --------- | ------ | ---------------- | --------------------------- | ------------------------- | ------------------------ | ----- | ------ | ------------- |
| Derrota   | 5–4    | Jamie Edenden    | TKO (puñetazos)             | HFS - Hex Fight Series 30 | 4 de mayo de 2024        | 3     | 3:46   | Auckland      |
| Derrota   | 5–3    | Larissa Pacheco  | TKO (puñetazos)             | PFL 6                     | 1 de julio de 2022       | 1     | 2:39   | Atlanta       |
| Victoria  | 5–2    | Julia Budd       | Decisión (unánime)          | PFL 3                     | 6 de mayo de 2022        | 3     | 5:00   | Arlington     |
| Derrota   | 4–2    | Kayla Harrison   | TKO (puñetazos)             | PFL 8                     | 19 de agosto de 2021     | 1     | 4:01   | Hollywood     |
| Victoria  | 4–1    | Julija Pajić     | TKO (puñetazos)             | PFL 6                     | 25 de junio de 2021      | 2     | 4:16   | Atlantic City |
| Victoria  | 3–1    | Laura Sanchez    | Decisión (unánime)          | PFL 3                     | 6 de mayo de 2021        | 3     | 5:00   | Atlantic City |
| Victoria  | 2–1    | Moriel Charneski | TKO (puñetazos)             | PFL 4                     | 11 de junio de 2019      | 1     | 1:42   | Atlantic City |
| Derrota   | 1–1    | Bobbi-Jo Dalziel | Decisión (unánime)          | PFL 1                     | 9 de mayo de 2019        | 3     | 5:00   | Uniondale     |
| Victoria  | 1–0    | Kelly Kinita     | Sumisión (rear-naked choke) | Bellator 188              | 25 de septiembre de 2015 | 2     | 1:20   | Madeley       |